# Kevin Kurányi
Kevin Kurányi, född 2 mars 1982 i Rio de Janeiro, är en tysk före detta fotbollsspelare.
Kurányi är född och uppvuxen i Brasilien, men kom till Tyskland som tonåring. Han har förutom tyskt pass även ett brasilianskt och ett panamanskt. Hans far är tysk med ungerska rötter och hans mor har sina rötter i Panama. 

## Klubbkarriär

### Stuttgart
1997 kom Kevin Kurányi till Tyskland och VfB Stuttgart. Efter fyra år i B-laget skrev han på sitt första proffskontrakt 2001. Under fyra år i A-lage spelade Kurányi 99 matcher och gjorde 40 mål. Säsongen 2002/2003 blev han den bästa tyske målgöraren i Bundesliga och var en av dem starkaste orsakerna till att Stuttgart kom tvåa i ligan.

### Schalke 04
Sommaren 2005 lämnade Kurányi Stuttgart och skrev istället på för Schalke 04. Mellan 2005 och 2008 vann Kurányi den interna skytteligan tre gånger samtidigt som Schalke kvalificerade sig för Cahmpions League tre år i följd. 15 april 2008 gjorde han fyra mål i Schalke's 5-0-vinst över Energie Cottbus.

### Dynamo Moskva
9 maj 2010 offentliggjordes det att Kevin Kurányi kommer lämna Schalke 04 efter säsongen och skriva på ett 3-årskontrakt med Dynamo Moskva i Ryska Premier League. I juli 2012 blev Kurányi klubbens nya lagkapten. 

## Internationell karriär
29 mars 2003 gjorde Kevin Kurányi landslagsdebut för Tyskland mot Litauen. I sin tredje landskamp mot Island gjorde han sitt första mål i Tysklands 3-0-vinst. I kvalmatchen till EM 2008 mot Tjeckien gjorde han både Tysklands mål och avgjorde därmed matchen som vanns med 2-0. Under EM-finalen 2008 mot Spanien blev Kurányi inbytt i den andra halvleken mot Thomas Hitzlsperger, dock utan att kunna påverka slutresultatet då Tyskland förlorade med 1-0.
11 oktober 2008 lämnades Kurányi utanför det lag som skulle möta Ryssland. Efter att ha sett första halvlek på läktaren med resten av spelarna som inte blev uttagna försvann Kurányi från matchen och återvände aldrig till spelarhotellet på kvällen. Efter den incidenten sa Joachim Löw att han aldrig mer kommer kalla Kurányi till landslaget igen.
Kevin Kurányi har deltagit i EM 2004, EM 2008 och Confederations Cup 2005. 

## Meriter
- EM i fotboll: 2004
- FIFA Confederations Cup 2005